# Route nationale 4 (Finlande)
Pour les articles homonymes, voir Route nationale 4.
La route nationale 4 (en finnois : Valtatie 4 ou Nelostie ; en suédois : Riksväg 4 ou Riksfyran) est une route nationale de Finlande allant de Helsinki à Utsjoki.
Elle mesure 1 294 km de long,.
Son parcours d'Helsinki à Lahti est aussi appelé Lahdenväylä.

## Présentation
La nationale 4 est la plus longue route numérotée de Finlande.
La voie est une autoroute d'Helsinki à Heinola, de Vaajakoski à Jyväskylä et évitant Oulu de Liminka à Haukipudas.
Sinon, elle est à deux voies et se caractérise par un niveau très élevé de trafic. Toute la route est numérotée E75 et également E8 entre Liminka et Keminmaa.
La partie nord de Jyväskylä, sur environ 150 km, est assez vallonnée et sinueuse, jusqu'à ce qu'elle descende vers les plaines d'Ostrobotnie, qui commencent entre Pihtipudas et Pyhäjärvi.

## Histoire
Avant la Seconde Guerre mondiale, la route nationale 4 menait de Helsinki à Petsamo.
À la fin de la guerre, elle a été reroutée vers Ivalo et Karigasniemi à la frontière norvégienne.

## Trajet
C'est la route principale menant de Helsinki au nord de la Finlande. Elle va de Erottaja à Helsinki jusqu'au Pont Sami à Utsjoki.
La route mesure 1 294 km de long. Elle fait aussi partie de la Route européenne 75 et aussi du TERN.
La route passe par les municipalités suivantes :
Helsinki – Vantaa – Sipoo – Kerava – Tuusula – Järvenpää – Mäntsälä – Orimattila – Hollola – Lahti – Nastola – Heinola – Sysmä – Hartola – Joutsa – Toivakka – Jyväskylä – Laukaa – Uurainen – Äänekoski – Viitasaari – Pihtipudas – Pyhäjärvi – Kärsämäki – Siikalatva – Liminka – Tyrnävä – – Kempele – Oulu – Haukipudas – Ii – Simo – Kemi – Keminmaa – Tervola – Rovaniemi – Sodankylä – Inari – Utsjoki.

## Distances entre villes de la Valtatie 4
| Parcours de la Valtatie 4 |
| Valatie 4                 |

|           | Helsinki |         |           |        |        |           |           |        |        |
| Lahti     | 97 km    | Lahti   |           |        |        |           |           |        |        |
| Jyväskylä | 275 km   | 178 km  | Jyväskylä |        |        |           |           |        |        |
| Oulu      | 610 km   | 513 km  | 335 km    | Oulu   |        |           |           |        |        |
| Kemi      | 715 km   | 618 km  | 440 km    | 105 km | Kemi   |           |           |        |        |
| Rovaniemi | 835 km   | 738 km  | 560 km    | 225 km | 120 km | Rovaniemi |           |        |        |
| Sodankylä | 965 km   | 868 km  | 690 km    | 355 km | 250 km | 130 km    | Sodankylä |        |        |
| Ivalo     | 1128 km  | 1031 km | 853 km    | 518 km | 413 km | 293 km    | 163 km    | Ivalo  |        |
| Inari     | 1167 km  | 1070 km | 892 km    | 557 km | 452 km | 332 km    | 202 km    | 39km   | Inari  |
| Utsjoki   | 1294 km  | 1197 km | 1019 km   | 684 km | 579 km | 459 km    | 329 km    | 166 km | 127 km |

## Images

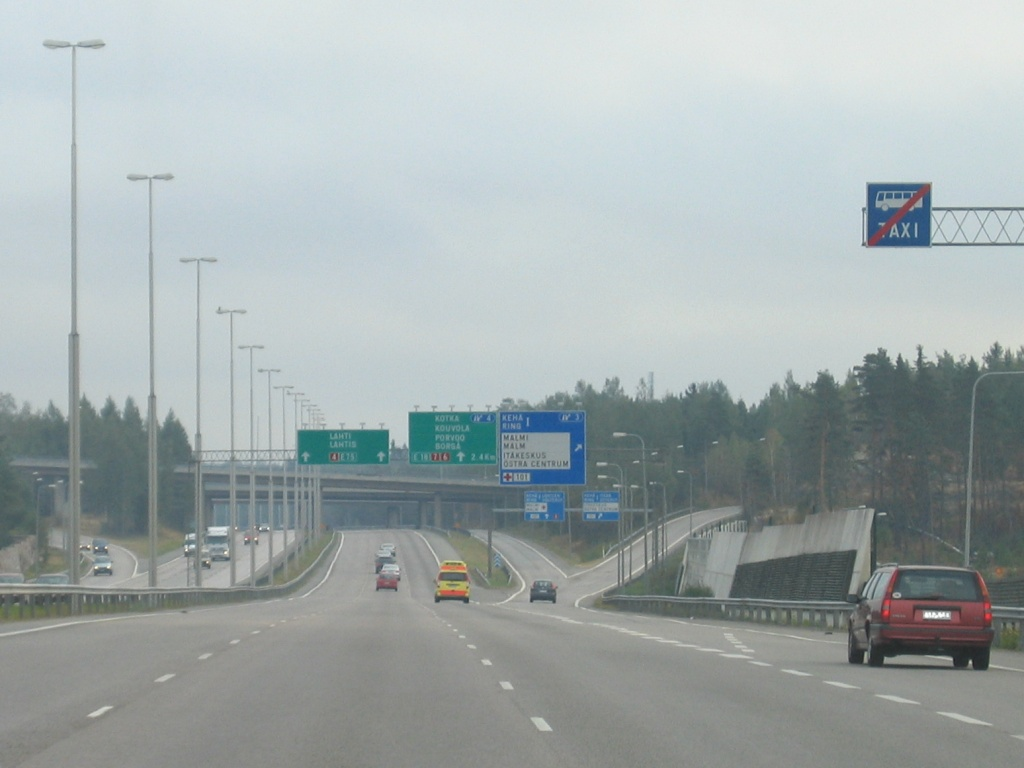
Kehä I, Helsinki
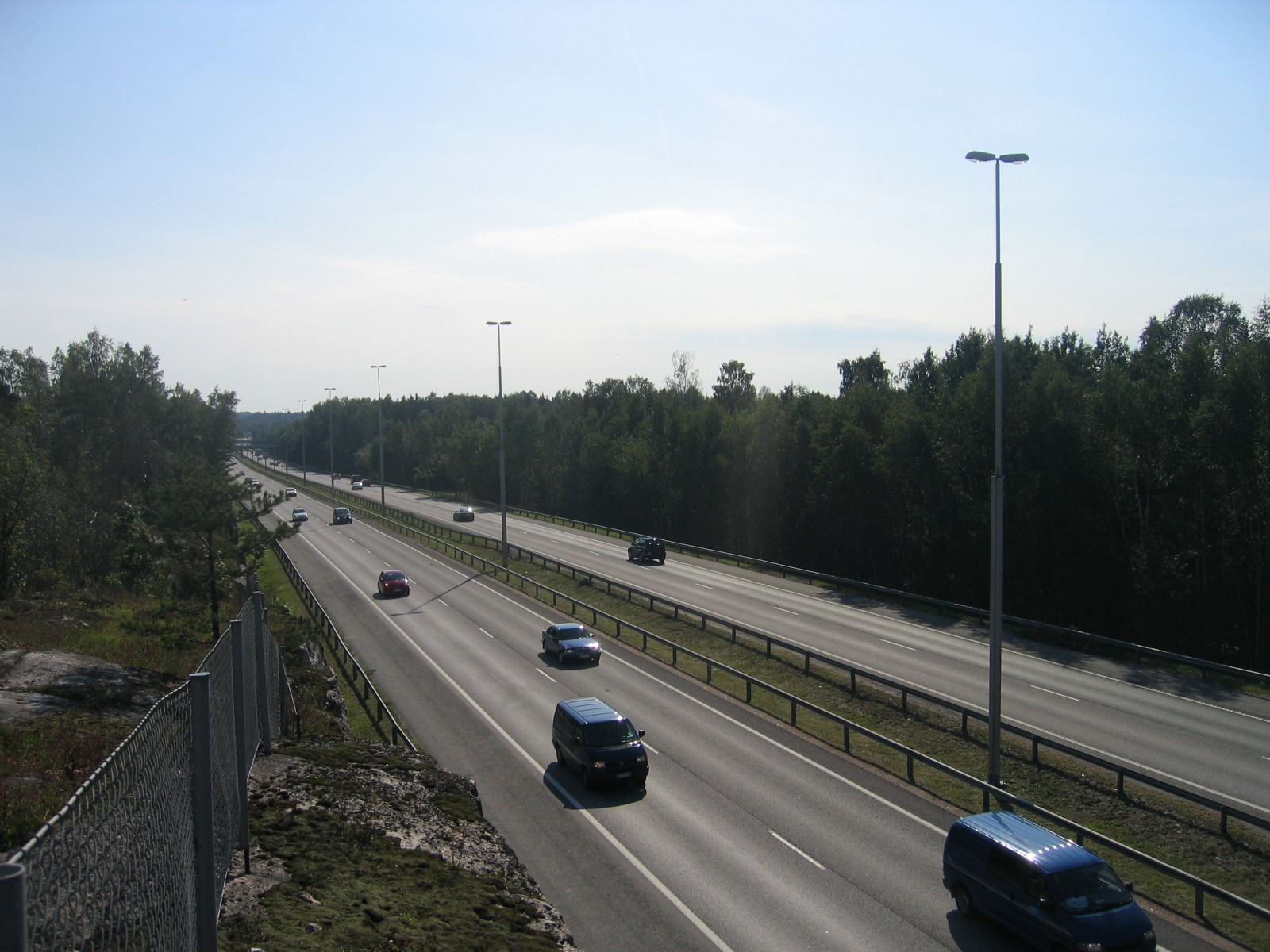
Quartier de Jakomäki, Helsinki
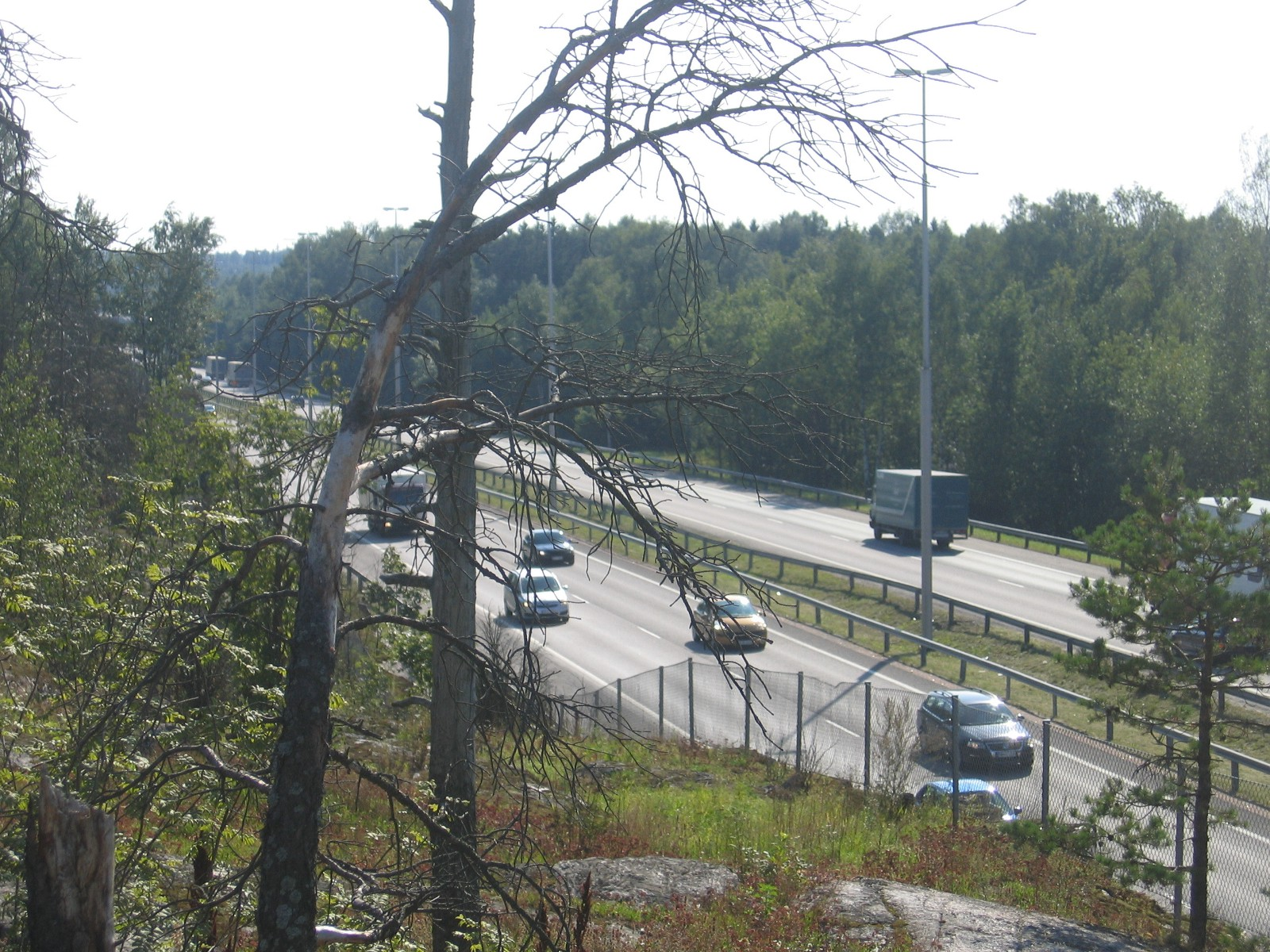
Quartier de Jakomäki, Helsinki
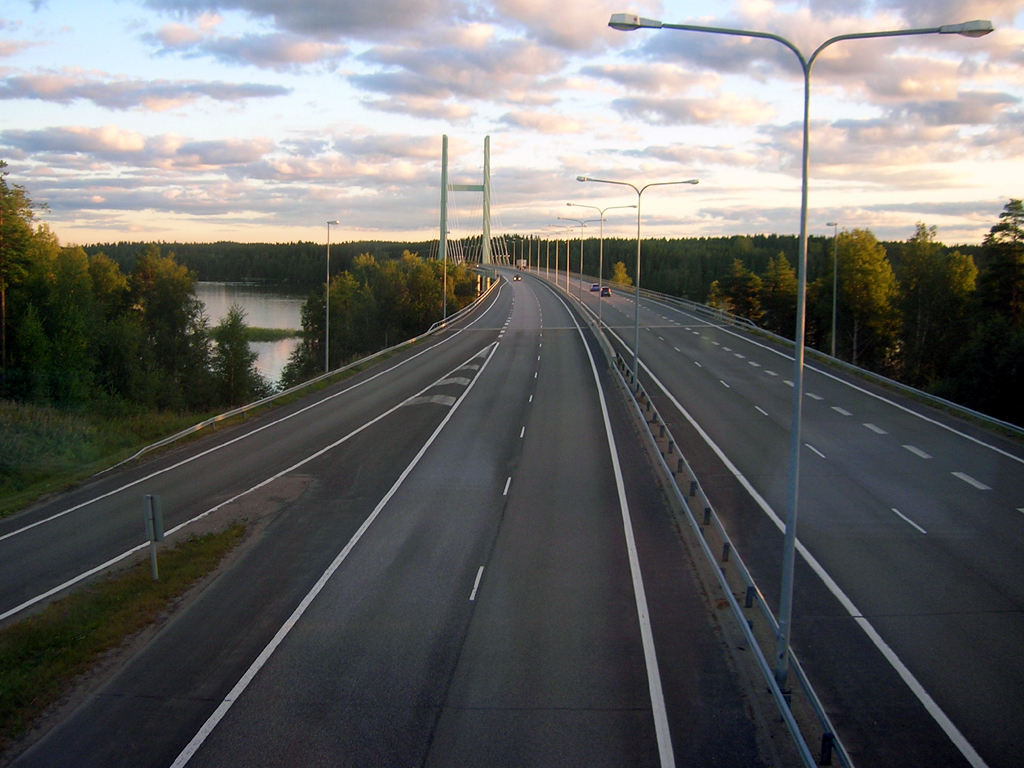
Pont de Tähtiniemi, Heinola
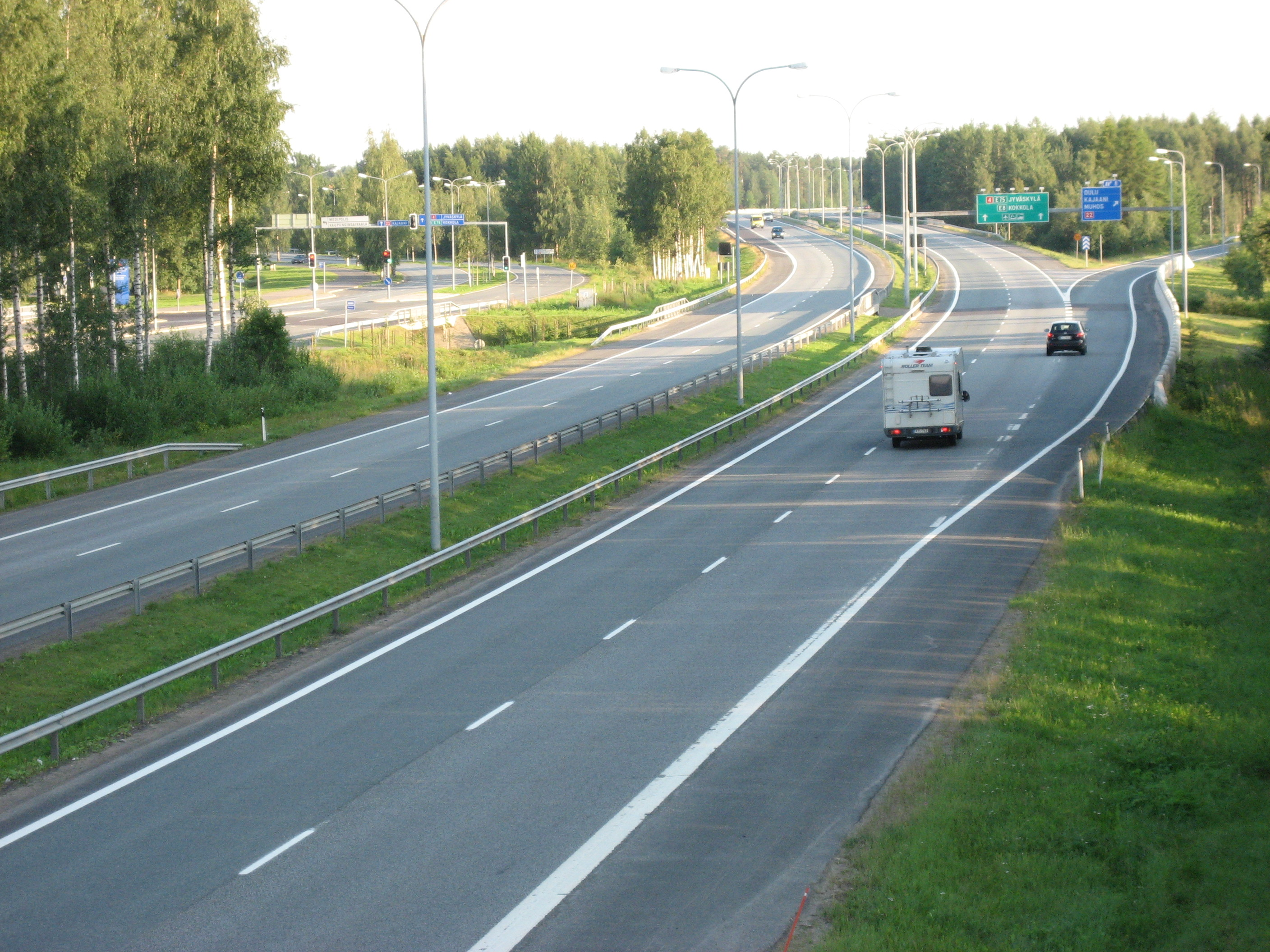
Quartier de Kontinkangas, Oulu
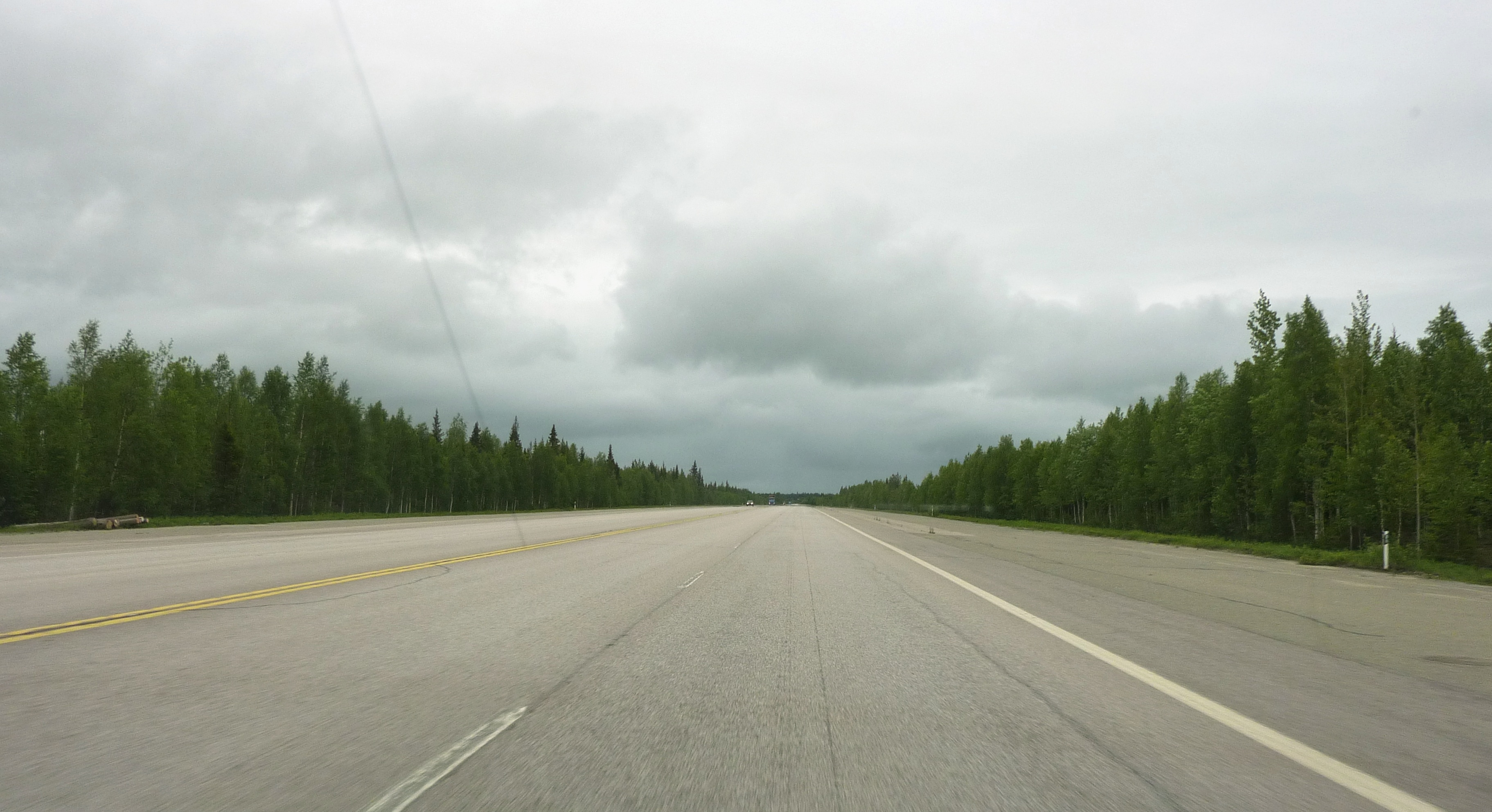
Élargissement de la chaussée entre Kemi et Rovaniemi
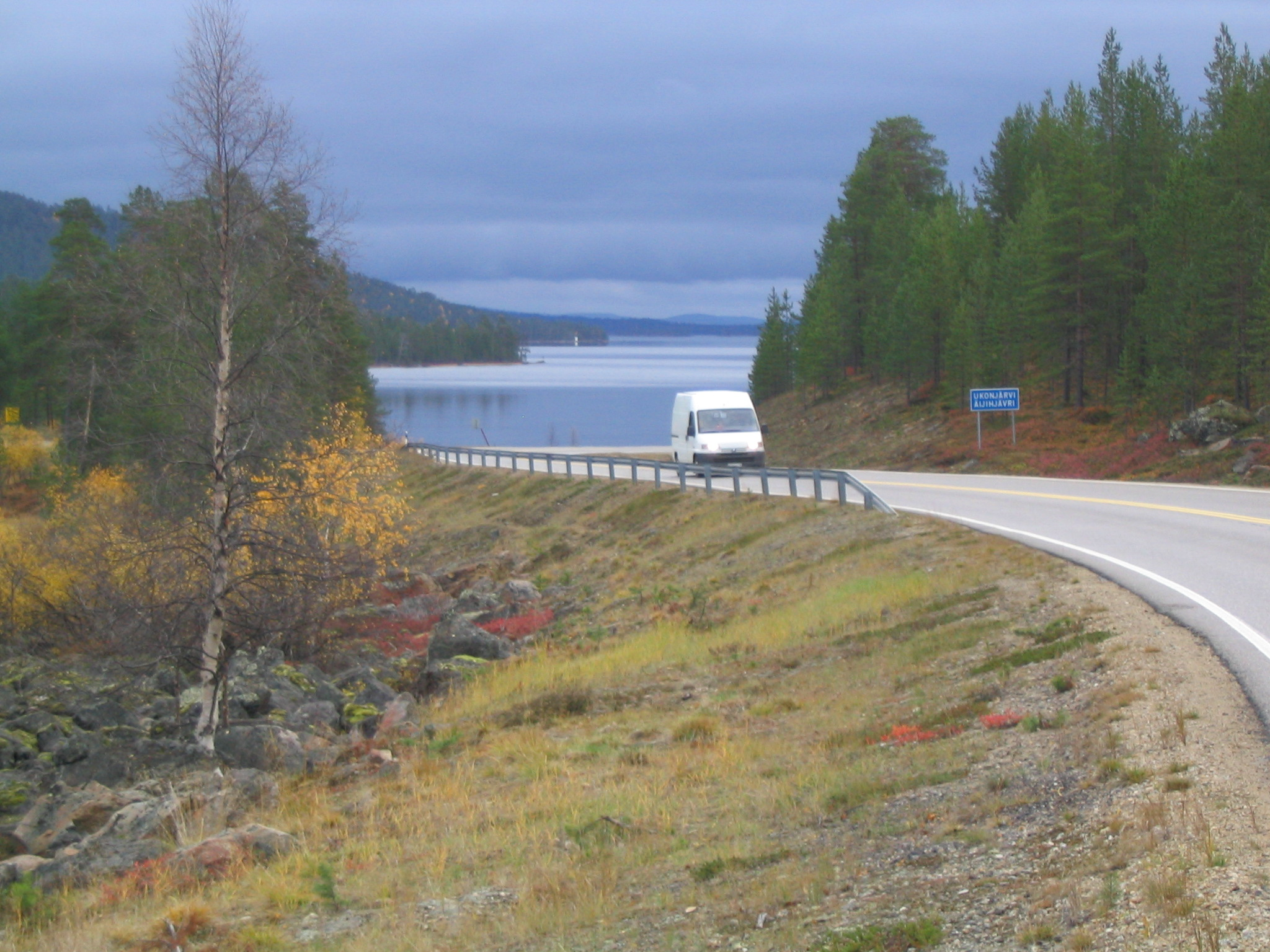
Ukonjärvi, Inari
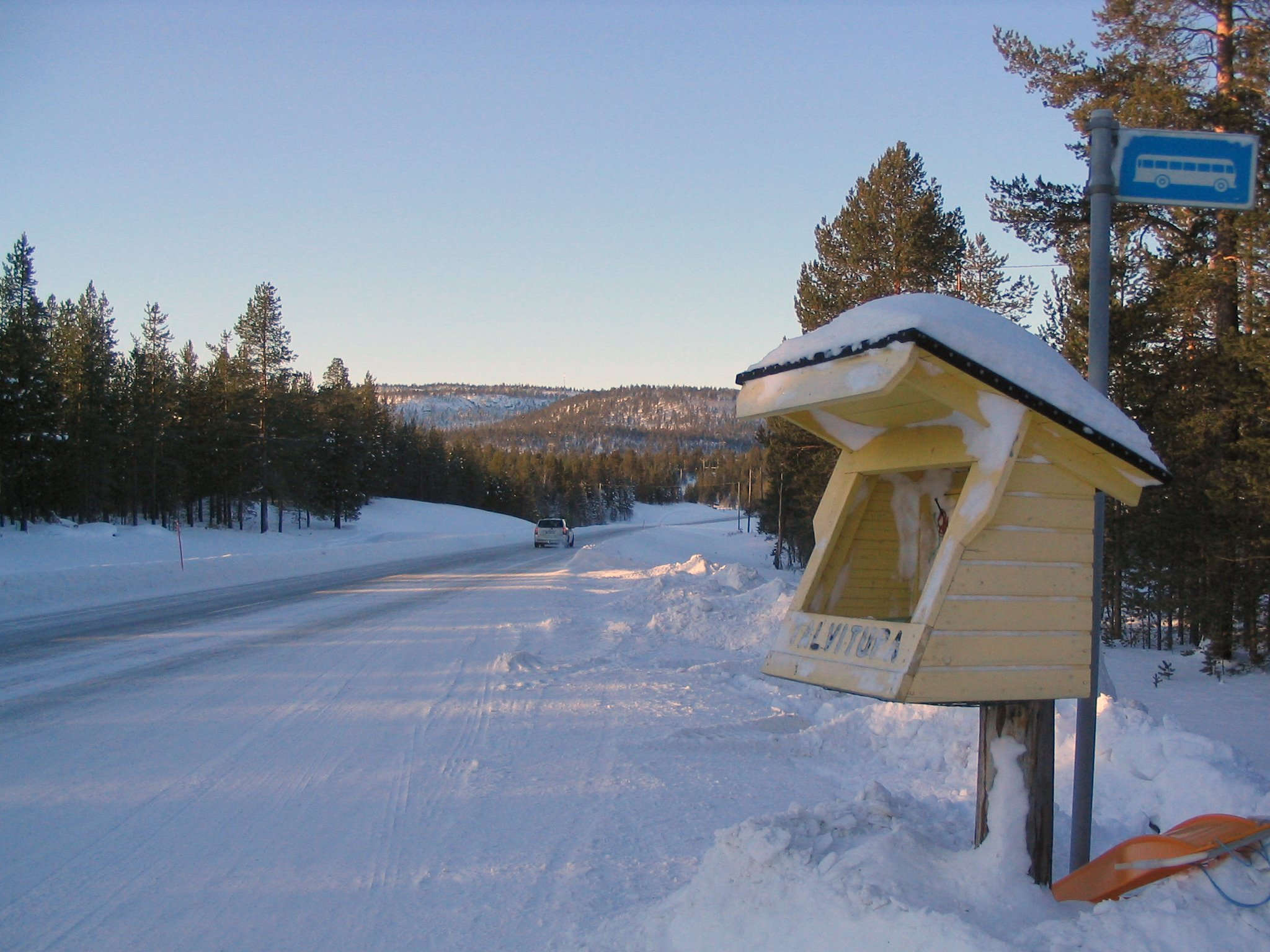
Talvitupa, Inari
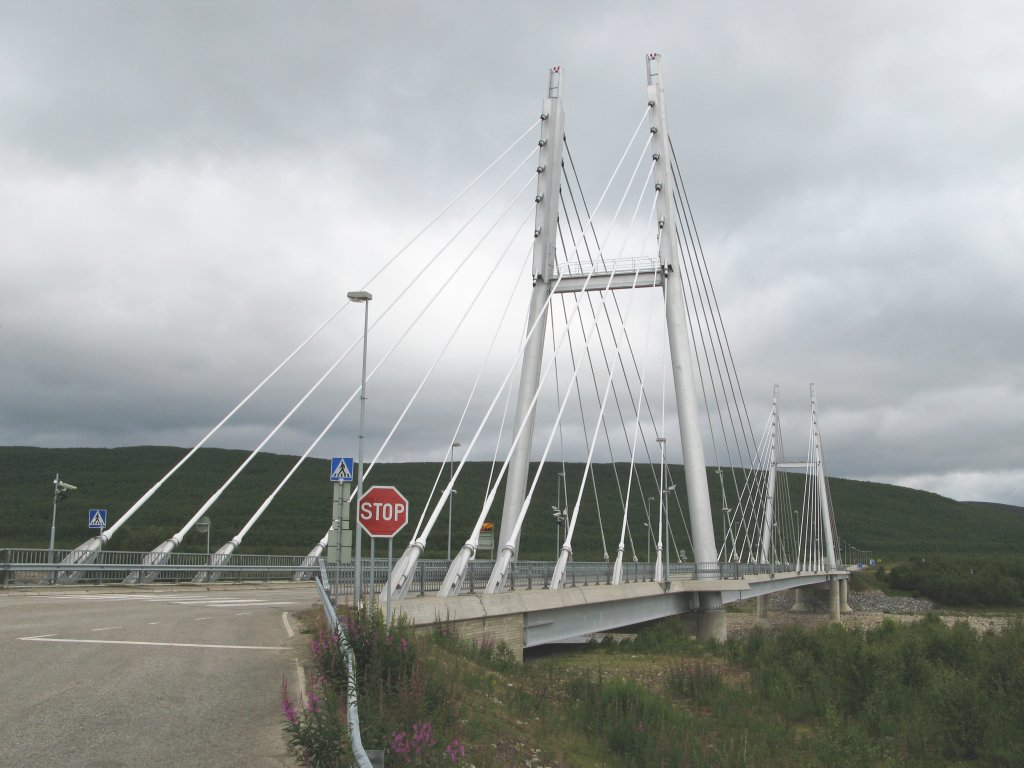
Pont Sami au centre d'Utsjoki point terminal de la route nationale 4.